# Wallace Merck
Wallace G. Merck ist ein US-amerikanischer Schauspieler.

## Leben
Merck begann seine Schauspielkarriere mit einer Episodenrolle 1979 in Ein Duke kommt selten allein. In den nächsten Jahren folgten Besetzungen in einzelnen Episoden verschiedener Fernsehserien sowie Nebenrollen in Kino- und Fernsehfilmen. Von 1992 bis 1995 verkörperte er in der Fernsehserie In der Hitze der Nacht die Rolle des Stadtrats Earl ‘Holley’ Colmer Sr. in insgesamt elf Episoden.

## Filmografie
- 1979: Ein Duke kommt selten allein (The Dukes of Hazzard) (Fernsehserie, Episode 1x02)
- 1982: Magnum (Magnum, p.i.) (Fernsehserie, Episode 1x02)
- 1983: Mord im falschen Bezirk (Murder in Coweta County) (Fernsehfilm)
- 1983: Der rasende Gockel (Stroker Ace)
- 1983: Projekt Brainstorm (Brainstorm)
- 1983: Die Polizei-Chiefs von Delano (Chiefs) (Mini-Fernsehserie, Episode 1x01)
- 1984: Rock Aliens (Voyage of the Rock Aliens)
- 1984: Der Tank (Tank)
- 1984: The Baron and the Kid (Fernsehfilm)
- 1985: Die Frau des Profis (The Slugger’s Wife)
- 1986: Freitag der 13. Teil VI – Jason lebt (Friday the 13th Part VI: Jason Lives)
- 1986: King Kong lebt (King Kong lives)
- 1988: Traxx – Scharfe Waffen, heiße Kekse (Traxx)
- 1988: Winter People – Wie ein Blatt im Wind (Winter People)
- 1989: Der Ruf des Adlers (Lonesome Dove) (Mini-Fernsehserie, Episode 1x01)
- 1989: Dirty War
- 1989: Chattahoochee
- 1989: Black Rainbow – Schwarzer Regenbogen (Black Rainbow)
- 1990: 7 für die Gerechtigkeit (The Young Riders) (Fernsehserie, Episode 1x14)
- 1990: RoboCop 2
- 1991: Grüne Tomaten (Fried Green Tomatoes (at the Whistle Stop Cafe))
- 1992: Kinder des Zorns 2 – Tödliche Ernte (Children of the Corn II: The Final Sacrifice)
- 1992: Nimm die Hände von unserer Tochter (A Mother’s Right: The Elizabeth Morgan Story)
- 1992–1995: In der Hitze der Nacht (In the Heat of the Night)
- 1993: Super Mario Bros.
- 1994: Bandit – Ein ausgekochtes Schlitzohr und eine kühle Blonde (Bandit: Beauty and the Bandit) (Fernsehfilm)
- 1995: Matlock (Fernsehserie, Episode 9x15)
- 1996: Sophie & the Moonhanger (Fernsehfilm)
- 1996: American Gothic: Prinz der Finsternis (American Gothic) (Fernsehserie, Episode 1x17)
- 2000: Sacrifice – Der Sweetwater-Killer (Sacrifice) (Fernsehfilm)
- 2001: Ein Schuss unter Freunden (Above & Beyond)
- 2001: Im Schatten der Geister (Spirit) (Fernsehfilm)
- 2002: Sonny
- 2004: Miracle Run (Fernsehfilm)
- 2004: Heart of the Storm (Fernsehfilm)
- 2005: Odd Girl Out (Fernsehfilm)
- 2006: Spiel auf Sieg (Glory Road)
- 2006: Thief (Mini-Fernsehserie, 2 Episoden)
- 2008: All in – Alles oder nichts (Deal)
- 2008: College
- 2009: Tribute
- 2009: Gegen jeden Zweifel (Beyond a Reasonable Doubt)
- 2010: Mothman – Die Rückkehr (Mothman) (Fernsehfilm)
- 2011: Flesh Wounds (Fernsehfilm)
- 2011: Volcano 2 – Feuerinferno in Miami (Miami Magma) (Fernsehfilm)
- 2019: Bolden